# Кен Флек
Кеннет Еліот Флек (англ. Kenneth Eliot Flach) — американський тенісист, спеціаліст з парної гри, в якій він був першою ракеткою світу, чотириразовий чемпіон турнірів Великого шолома в парному розряді й дворазовий у міскті, олімпійський чемпіон. 
Найуспішнішою була пара Флека з Робертом Сегусо, з яким він виграв три мейджори та фінал Сеульської олімпіади 1988 року. Два мейджори в міскті підкорилися Флеку в парі з Кеті Джордан.
Загалом за кар'єру Флек виграв 34 турніри в парному розряді. Він також  вигравав у 1985 році командний чемпіонат світу. У Кубку Девіса він має співвідношення виграшів і програшів 11-2. 
Флек помер від запалення легенів, що виникло після гри в гольф  і перейшло у сепсис.

## Значні фінали

### Фінали турнірів Великого шолома

#### Пари: 6 (4 - 2)
| Результат | Рік  | Турнір                           | Покриття | Партнер       | Суперники                           | Рахунок                           |
| --------- | ---- | -------------------------------- | -------- | ------------- | ----------------------------------- | --------------------------------- |
| Перемога  | 1985 | Відкритий чемпіонат США з тенісу | Тверде   | Роберт Сегусо | Анрі Леконт Яннік Ноа               | 6–7(5–7), 7–6(7–1), 7–6(8–6), 6–0 |
| Перемога  | 1987 | Вімблдонський турнір             | Трава    | Роберт Сегусо | Серхіо Касаль Еміліо Санчес Вікаріо | 3–6, 6–7(6–8), 7–6(7–3), 6–1, 6–4 |
| Поразка   | 1987 | Відкритий чемпіонат США          | Тверде   | Роберт Сегусо | Стефан Едберг Андерс Яррід          | 6–7(1–7), 2–6, 6–4, 7–5, 6–7(2–7) |
| Перемога  | 1988 | Вімблдонський турнір (2)         | Трава    | Роберт Сегусо | Джон Фіцджеральд Андерс Яррід       | 6–4, 2–6, 6–4, 7–6(7–3)           |
| Поразка   | 1989 | Відкритий чемпіонат США          | Тверде   | Роберт Сегусо | Джон Макінрой Марк Вудфорд          | 4–6, 6–4, 3–6, 3–6                |
| Перемога  | 1993 | Відкритий чемпіонат США (2)      | Тверде   | Рік Ліч       | Мартін Дамм Карел Новачек           | 6–7(3–7), 6–4, 6–2                |

#### Мікст: 2 (2 титули)
| Результат | Рік  | Турнір                               | Покриття | Партнер      | Суперники                           | Рахунок            |
| --------- | ---- | ------------------------------------ | -------- | ------------ | ----------------------------------- | ------------------ |
| Перемога  | 1986 | Відкритий чемпіонат Франції з тенісу | Ґрунт    | Кеті Джордан | Розалін Феербенк Марк Едмондсон     | 3–6, 7–6(7–3), 6–3 |
| Перемога  | 1986 | Вімблдонський турнір                 | Трава    | Кеті Джордан | Мартіна Навратілова Гайнц Ґюнтгардт | 6–3, 7–6(9–7)      |

### Парні турніри Олімпіад
| Результат | Рік  | Турнір              | Поверхня | Партнер       | Супротивники                        | Рахунок                           |
| --------- | ---- | ------------------- | -------- | ------------- | ----------------------------------- | --------------------------------- |
| Золото    | 1988 | Сеульська олімпіада | Хард     | Роберт Сегусо | Серхіо Касаль Еміліо Санчес Вікаріо | 6–3, 6–4, 6–7(5–7), 6–7(1–7), 9–7 |

## Фінали за кар'єру

### Парний розряд (34–24)
| Легенда                         |
| ------------------------------- |
| Великий шлем (4–2)              |
| Золота олімпійська медаль (1–0) |
| Tennis Masters Cup (1–2)        |
| Серія Мастерс ATP (2–1)         |
| Серія турнірів ATP (2–3)        |
| Тур ATP (22–16)                 |

| Фінали за покриттям |
| ------------------- |
| Тверде (16–15)      |
| Ґрунт (6–3)         |
| Трава (5–1)         |
| Килим (7–5)         |

| Результат | No  | Дата     | Турнір                                     | Покриття   | Партнер       | Суперники                           | Рахунок                 |
| --------- | --- | -------- | ------------------------------------------ | ---------- | ------------- | ----------------------------------- | ----------------------- |
| Поразка   | 1.  | Гру 1983 | Тайбей, Тайвань                            | Килим      | Роберт Сегусо | Веллі Месур Кім Ворвік              | 6–7, 4–6                |
| Перемога  | 1.  | Чер 1984 | Рим, Італія                                | Ґрунт      | Роберт Сегусо | Джон Александер Майк Ліч            | 3–6, 6–3, 6–4           |
| Поразка   | 2.  | Лип 1984 | Ньюпорт, США                               | Трава      | Роберт Сегусо | Девід Ґрем Лорі Вордер              | 4–6, 6–7                |
| Перемога  | 2.  | Лип 1984 | Бостон, США                                | Ґрунт      | Роберт Сегусо | Гері Доннеллі Ерні Фернандес        | 6–4, 6–4                |
| Перемога  | 3.  | Сер 1984 | Індіанаполіс, США                          | Ґрунт      | Роберт Сегусо | Гайнц Ґюнтгардт Балаж Тароці        | 7–6, 7–5                |
| Перемога  | 4.  | Вер 1984 | Лос-Анджелес, США                          | Тверде     | Роберт Сегусо | Войцех Фібак Сенді Меєр             | 4–6, 6–4, 6–3           |
| Перемога  | 5.  | Жов 1984 | Гонконг                                    | Тверде     | Роберт Сегусо | Марк Едмондсон Пол Макнамі          | 6–7, 6–3, 7–5           |
| Перемога  | 6.  | Лис 1984 | Тайбей, Тайвань                            | Килим      | Роберт Сегусо | Дрю Джітлін Генк Пфістер            | 6–1, 6–7, 6–2           |
| Перемога  | 7.  | Січ 1985 | Masters Doubles WCT, Лондон                | Килим (i)  | Роберт Сегусо | Гайнц Ґюнтгардт Балаж Тароці        | 6–3, 3–6, 6–3, 6–0      |
| Поразка   | 3.  | Лют 1985 | Indian Wells Open, США                     | Тверде     | Роберт Сегусо | Гайнц Ґюнтгардт Балаж Тароці        | 6–3, 6–7, 3–6           |
| Перемога  | 8.  | Кві 1985 | Форт-Маєрс, США                            | Тверде     | Роберт Сегусо | Семмі Джаммалва Девід Пейт          | 3–6, 6–3, 6–3           |
| Поразка   | 4.  | Кві 1985 | Чикаго, США                                | Килим (i)  | Роберт Сегусо | Йохан Крік Яннік Ноа                | 6–3, 6–4, 5–7, 1–6, 4–6 |
| Перемога  | 9.  | Тра 1985 | Форест-Гіллс, США                          | Ґрунт      | Роберт Сегусо | Жівалдо Барбоза Іван Клей           | 7–5, 6–2                |
| Поразка   | 5.  | Тра 1985 | Рим, Італія                                | Ґрунт      | Роберт Сегусо | Андерс Яррід Матс Віландер          | 6–4, 3–6, 2–6           |
| Перемога  | 10. | Чер 1985 | Queen's Club, Велика Британія              | Трава      | Роберт Сегусо | Пет Кеш Джон Фіцджеральд            | 3–6, 6–3, 16–14         |
| Перемога  | 11. | Лип 1985 | Індіанаполіс, США                          | Ґрунт      | Роберт Сегусо | Павел Сложил Кім Ворвік             | 6–4, 6–4                |
| Поразка   | 6.  | Сер 1985 | Страттон Маунтін, США                      | Тверде     | Роберт Сегусо | Скотт Девіс Девід Пейт              | 6–3, 6–7, 6–7           |
| Перемога  | 12. | Сер 1985 | Монреаль, Канада                           | Тверде     | Роберт Сегусо | Стефан Едберг Андерс Яррід          | 5–7, 7–6, 6–3           |
| Перемога  | 13. | Вер 1985 | Відкритий чемпіонат США з тенісу, Нью-Йорк | Тверде     | Роберт Сегусо | Анрі Леконт Яннік Ноа               | 6–7, 7–6, 7–6, 6–0      |
| Перемога  | 14. | Жов 1985 | Токіо Indoor, Японія                       | Килим (i)  | Роберт Сегусо | Скотт Девіс Девід Пейт              | 4–6, 6–3, 7–6           |
| Перемога  | 15. | Лют 1986 | Мемфіс, США                                | Килим (i)  | Роберт Сегусо | Гі Форже Андерс Яррід               | 6–4, 4–6, 7–6           |
| Перемога  | 16. | Бер 1986 | Чикаго, США                                | Килим (i)  | Роберт Сегусо | Едді Едвардс Франсіско Гонсалес     | 6–0, 7–5                |
| Перемога  | 17. | Жов 1986 | Токіо, Японія                              | Килим      | Метт Енгер    | Джиммі Аріес Грег Голмс             | 6–2, 6–3                |
| Поразка   | 7.  | Бер 1987 | Відкритий чемпіонат Маямі з тенісу, США    | Тверде     | Роберт Сегусо | Пол Еннекон Хрісто ван Ренсбург     | 2–6, 4–6, 4–6           |
| Поразка   | 8.  | Кві 1987 | Сеул, Південна Корея                       | Тверде     | Джим Грабб    | Ерік Коріта Майк Ліч                | 7–6, 1–6, 5–7           |
| Перемога  | 18. | Лип 1987 | Вімблдонський турнір, Лондон               | Трава      | Роберт Сегусо | Серхіо Касаль Еміліо Санчес Вікаріо | 3–6, 6–7, 7–6, 6–1, 6–4 |
| Поразка   | 9.  | Лип 1987 | Лівінгстон, США                            | Тверде     | Роберт Сегусо | Гері Доннеллі Грег Голмс            | 6–7, 3–6                |
| Перемога  | 19. | Сер 1987 | Мастерс Цинциннаті, США                    | Тверде     | Роберт Сегусо | Стів Дентон Джон Фітцджералд        | 7–5, 6–3                |
| Поразка   | 10. | Вер 1987 | Відкритий чемпіонат США, Нью-Йорк          | Тверде     | Роберт Сегусо | Стефан Едберг Андерс Яррід          | 6–7, 2–6, 6–4, 7–5, 6–7 |
| Поразка   | 11. | Лис 1987 | Вемблі, Велика Британія                    | Килим (i)  | Роберт Сегусо | Мілослав Мечирж Томаш Шмід          | 5–7, 4–6                |
| Поразка   | 12. | Гру 1987 | Фінал ATP, Лондон                          | Килим (i)  | Роберт Сегусо | Мілослав Мечирж Томаш Шмід          | 4–6, 5–7, 7–6, 3–6      |
| Поразка   | 13. | Бер 1988 | Маямі, США                                 | Тверде     | Роберт Сегусо | Джон Фітцджералд Андерс Яррід       | 6–7, 1–6, 5–7           |
| Перемога  | 20. | Чер 1988 | Queen's Club, Велика Британія              | Трава      | Роберт Сегусо | Пітер Олдріч Дані Віссер            | 6–2, 7–6                |
| Перемога  | 21. | Лип 1988 | Вімблдонський турнір, Лондон               | Трава      | Роберт Сегусо | Джон Фітцджералд Андерс Яррід       | 6–4, 2–6, 6–4, 7–6      |
| Поразка   | 14. | Сер 1988 | Індіанаполіс, США                          | Тверде     | Роберт Сегусо | Рік Ліч Джим П'ю                    | 4–6, 3–6                |
| Перемога  | 22. | Сер 1988 | Торонто, Канада                            | Тверде     | Роберт Сегусо | Ендрю Кастл Тім Вілкінсон           | 7–6, 6–3                |
| Перемога  | 23. | Вер 1988 | Сеул, Південна Корея                       | Тверде     | Роберт Сегусо | Серхіо Касаль Еміліо Санчес Вікаріо | 6–3, 6–4, 6–7, 6–7, 9–7 |
| Перемога  | 24. | Лис 1988 | Вемблі, Велика Британія                    | Килим (i)  | Роберт Сегусо | Мартін Девіс Бред Дрюетт            | 7–5, 6–2                |
| Поразка   | 15. | Лис 1988 | Детройт, США                               | Килим (i)  | Роберт Сегусо | Рік Ліч Джим П'ю                    | 4–6, 1–6                |
| Перемога  | 25. | Кві 1989 | Tokyo Outdoor, Японія                      | Тверде     | Роберт Сегусо | Кевін Каррен Девід Пейт             | 7–6, 7–6                |
| Перемога  | 26. | Сер 1989 | Цинциннаті, США                            | Тверде     | Роберт Сегусо | Пітер Олдріч Дані Віссер            | 6–4, 6–4                |
| Поразка   | 16. | Вер 1989 | Відкритий чемпіонат США, Нью-Йорк          | Тверде     | Роберт Сегусо | Джон Макінрой Марк Вудфорд          | 4–6, 6–4, 3–6, 3–6      |
| Поразка   | 17. | Жов 1989 | Орландо, США                               | Тверде     | Роберт Сегусо | Скотт Девіс Тім Павсат              | 5–7, 7–5, 4–6           |
| Поразка   | 18. | Бер 1991 | Маямі, США                                 | Тверде     | Роберт Сегусо | Вейн Феррейра Піт Норвал            | 7–5, 6–7, 2–6           |
| Перемога  | 27. | Тра 1991 | Тампа, США                                 | Ґрунт      | Роберт Сегусо | Девід Пейт Річі Ренеберг            | 6–7, 6–4, 6–1           |
| Поразка   | 19. | Лип 1991 | Washington Open, США                       | Тверде     | Роберт Сегусо | Скотт Девіс Девід Пейт              | 4–6, 2–6                |
| Перемога  | 28. | Сер 1991 | Цинциннаті, США                            | Тверде     | Роберт Сегусо | Грант Коннелл Гленн Мічібата        | 6–7, 6–4, 7–5           |
| Перемога  | 29. | Сер 1991 | Індіанаполіс, США                          | Тверде     | Роберт Сегусо | Кент Кіннієр Свен Салумаа           | 7–6, 6–4                |
| Поразка   | 20. | Лис 1991 | Фінал ATP, Йоганнесбург                    | Тверде (i) | Роберт Сегусо | Джон Фітцджералд Андерс Яррід       | 4–6, 4–6, 6–2, 4–6      |
| Перемога  | 30. | Бер 1992 | Маямі, США                                 | Тверде     | Тодд Вітскен  | Кент Кіннієр Свен Салумаа           | 6–4, 6–3                |
| Поразка   | 21. | Лип 1992 | Вашингтон, US                              | Тверде     | Тодд Вітскен  | Брет Гарнетт Джаред Палмер          | 2–6, 3–6                |
| Перемога  | 31. | Кві 1993 | Tokyo Outdoor, Японія                      | Тверде     | Рік Ліч       | Гленн Мічібата Девід Пейт           | 2–6, 6–3, 6–4           |
| Перемога  | 32. | Чер 1993 | Nottingham Open, Велика Британія           | Трава      | Рік Ліч       | Стефан Крюґер Гленн Мічібата        | 6–4, 6–1                |
| Поразка   | 22. | Сер 1993 | Індіанаполіс, США                          | Тверде     | Рік Ліч       | Скотт Девіс Тодд Мартін             | 4–6, 4–6                |
| Перемога  | 33. | Вер 1993 | Відкритий чемпіонат США, Нью-Йорк          | Тверде     | Рік Ліч       | Мартін Дамм Карел Новачек           | 6–7, 6–4, 6–2           |
| Перемога  | 34. | Лют 1994 | Скоттсдейл, США                            | Тверде     | Ян Апелль     | Алекс О'Браєн Сендон Столл          | 6–0, 6–4                |
| Поразка   | 23. | Тра 1994 | Корал-Спрінгс, США                         | Ґрунт      | Стефан Сіміан | Лен Бейл Бретт Стівен               | 3–6, 5–7                |
| Поразка   | 24. | Тра 1996 | Пайнгерст, США                             | Ґрунт      | Девід Вітон   | Пет Кеш Патрік Рафтер               | 2–6, 3–6                |

## Досягнення в парному розряді
| W | Ф | ПФ | ЧФ | #Р | КТ | К# | DNQ | A | NH |

| Турнір                                 | 1983                                                     | 1984                                                     | 1985                                                     | 1986                                                     | 1987                                                     | 1988                                                     | 1989                                                     | 1990  | 1991  | 1992  | 1993  | 1994  | 1995  | 1996  | ТУ за кар'єру | Виграшів-поразок за кар'єру |
| -------------------------------------- | -------------------------------------------------------- | -------------------------------------------------------- | -------------------------------------------------------- | -------------------------------------------------------- | -------------------------------------------------------- | -------------------------------------------------------- | -------------------------------------------------------- | ----- | ----- | ----- | ----- | ----- | ----- | ----- | ------------- | --------------------------- |
| Турніри Великого шолома                |                                                          |                                                          |                                                          |                                                          |                                                          |                                                          |                                                          |       |       |       |       |       |       |       |               |                             |
| Відкритий чемпіонат Австралії з тенісу | 3р                                                       | 2р                                                       |                                                          | NH                                                       | ПФ                                                       |                                                          |                                                          |       |       |       |       | ЧФ    |       | 1р    | 0 / 5         | 8–5                         |
| Відкритий чемпіонат Франції з тенісу   |                                                          | 1р                                                       | ЧФ                                                       | ЧФ                                                       |                                                          | ЧФ                                                       |                                                          | 2р    | 2р    | 2р    | 2р    | 1р    | 1р    | 1р    | 0 / 11        | 13–11                       |
| Вімблдонський турнір                   |                                                          | 3р                                                       | 1р                                                       | ЧФ                                                       | П                                                        | П                                                        | ПФ                                                       | ЧФ    | 3р    | 3р    | 2р    | 2р    | 1р    | 1р    | 2 / 13        | 30–11                       |
| Відкритий чемпіонат США з тенісу       | 1р                                                       | 2р                                                       | П                                                        |                                                          | Ф                                                        | ПФ                                                       | Ф                                                        | 3р    | ПФ    | 2р    | П     | 1р    | ЧФ    | 1р    | 2 / 13        | 37–10                       |
| ТУ на турнірах Великого шлему          | 0 / 2                                                    | 0 / 4                                                    | 1 / 3                                                    | 0 / 2                                                    | 1 / 3                                                    | 1 / 3                                                    | 0 / 2                                                    | 0 / 3 | 0 / 3 | 0 / 3 | 1 / 3 | 0 / 4 | 0 / 3 | 0 / 4 | 4 / 42        | N/A                         |
| В-П за сезон                           | 2–2                                                      | 3–4                                                      | 9–2                                                      | 6–2                                                      | 14–2                                                     | 13–2                                                     | 9–2                                                      | 6–2   | 7–3   | 4–3   | 8–2   | 4–4   | 3–3   | 0–4   | N/A           | 88–37                       |
| Серія Мастерс ATP                      |                                                          |                                                          |                                                          |                                                          |                                                          |                                                          |                                                          |       |       |       |       |       |       |       |               |                             |
| Індіан-Веллс                           | Перед 1990 роком ці турніри не належали до серії Мастерс | Перед 1990 роком ці турніри не належали до серії Мастерс | Перед 1990 роком ці турніри не належали до серії Мастерс | Перед 1990 роком ці турніри не належали до серії Мастерс | Перед 1990 роком ці турніри не належали до серії Мастерс | Перед 1990 роком ці турніри не належали до серії Мастерс | Перед 1990 роком ці турніри не належали до серії Мастерс | 2р    | 2р    | 2р    | ЧФ    | 2р    |       | 1р    | 0 / 6         | 4–6                         |
| Відкритий чемпіонат Маямі з тенісу     | Перед 1990 роком ці турніри не належали до серії Мастерс | Перед 1990 роком ці турніри не належали до серії Мастерс | Перед 1990 роком ці турніри не належали до серії Мастерс | Перед 1990 роком ці турніри не належали до серії Мастерс | Перед 1990 роком ці турніри не належали до серії Мастерс | Перед 1990 роком ці турніри не належали до серії Мастерс | Перед 1990 роком ці турніри не належали до серії Мастерс | 2р    | Ф     | П     | 2р    | 3р    |       | 2р    | 1 / 6         | 12–5                        |
| Монте-Карло                            | Перед 1990 роком ці турніри не належали до серії Мастерс | Перед 1990 роком ці турніри не належали до серії Мастерс | Перед 1990 роком ці турніри не належали до серії Мастерс | Перед 1990 роком ці турніри не належали до серії Мастерс | Перед 1990 роком ці турніри не належали до серії Мастерс | Перед 1990 роком ці турніри не належали до серії Мастерс | Перед 1990 роком ці турніри не належали до серії Мастерс |       |       |       |       |       |       |       | 0 / 0         | 0–0                         |
| Рим                                    | Перед 1990 роком ці турніри не належали до серії Мастерс | Перед 1990 роком ці турніри не належали до серії Мастерс | Перед 1990 роком ці турніри не належали до серії Мастерс | Перед 1990 роком ці турніри не належали до серії Мастерс | Перед 1990 роком ці турніри не належали до серії Мастерс | Перед 1990 роком ці турніри не належали до серії Мастерс | Перед 1990 роком ці турніри не належали до серії Мастерс |       |       |       |       |       |       |       | 0 / 0         | 0–0                         |
| Гамбург                                | Перед 1990 роком ці турніри не належали до серії Мастерс | Перед 1990 роком ці турніри не належали до серії Мастерс | Перед 1990 роком ці турніри не належали до серії Мастерс | Перед 1990 роком ці турніри не належали до серії Мастерс | Перед 1990 роком ці турніри не належали до серії Мастерс | Перед 1990 роком ці турніри не належали до серії Мастерс | Перед 1990 роком ці турніри не належали до серії Мастерс |       |       |       |       |       |       |       | 0 / 0         | 0–0                         |
| Мастерс Канада                         | Перед 1990 роком ці турніри не належали до серії Мастерс | Перед 1990 роком ці турніри не належали до серії Мастерс | Перед 1990 роком ці турніри не належали до серії Мастерс | Перед 1990 роком ці турніри не належали до серії Мастерс | Перед 1990 роком ці турніри не належали до серії Мастерс | Перед 1990 роком ці турніри не належали до серії Мастерс | Перед 1990 роком ці турніри не належали до серії Мастерс | 1р    | ПФ    | 2р    |       |       |       | 1р    | 0 / 4         | 3–4                         |
| Мастерс Цинциннаті                     | Перед 1990 роком ці турніри не належали до серії Мастерс | Перед 1990 роком ці турніри не належали до серії Мастерс | Перед 1990 роком ці турніри не належали до серії Мастерс | Перед 1990 роком ці турніри не належали до серії Мастерс | Перед 1990 роком ці турніри не належали до серії Мастерс | Перед 1990 роком ці турніри не належали до серії Мастерс | Перед 1990 роком ці турніри не належали до серії Мастерс | 2р    | П     | ЧФ    | 2р    | 2р    |       |       | 1 / 5         | 10–4                        |
| Штутгарт (Стокгольм)                   | Перед 1990 роком ці турніри не належали до серії Мастерс | Перед 1990 роком ці турніри не належали до серії Мастерс | Перед 1990 роком ці турніри не належали до серії Мастерс | Перед 1990 роком ці турніри не належали до серії Мастерс | Перед 1990 роком ці турніри не належали до серії Мастерс | Перед 1990 роком ці турніри не належали до серії Мастерс | Перед 1990 роком ці турніри не належали до серії Мастерс |       | 2р    |       | 2р    |       |       |       | 0 / 2         | 0–2                         |
| Париж                                  | Перед 1990 роком ці турніри не належали до серії Мастерс | Перед 1990 роком ці турніри не належали до серії Мастерс | Перед 1990 роком ці турніри не належали до серії Мастерс | Перед 1990 роком ці турніри не належали до серії Мастерс | Перед 1990 роком ці турніри не належали до серії Мастерс | Перед 1990 роком ці турніри не належали до серії Мастерс | Перед 1990 роком ці турніри не належали до серії Мастерс |       | ПФ    | 2р    | 2р    |       |       |       | 0 / 3         | 3–3                         |
| ТУ на турнірах Серії Мастерс           | N/A                                                      | N/A                                                      | N/A                                                      | N/A                                                      | N/A                                                      | N/A                                                      | N/A                                                      | 0 / 4 | 1 / 6 | 1 / 5 | 0 / 5 | 0 / 3 | 0 / 0 | 0 / 3 | 2 / 26        | N/A                         |
| В-П за сезон                           | N/A                                                      | N/A                                                      | N/A                                                      | N/A                                                      | N/A                                                      | N/A                                                      | N/A                                                      | 2–4   | 16–5  | 8–4   | 3–5   | 2–3   | 0–0   | 1–3   | N/A           | 32–24                       |
| Рейтинг на кінець року                 | 103                                                      | 11                                                       | 2                                                        | 19                                                       | 5                                                        | 2                                                        | 11                                                       | 76    | 5     | 60    | 23    | 90    | 121   | 141   | N/A           | N/A                         |